# Szeli Luka György
Szeli Luka György (?, ? – Pápa, 1665) a Dunántúli Református Egyházkerület püspöke 1655-től haláláig.

## Életútja
Tanulmányainak befejezte után rektor lett 1627-ben Pápán, 1628-ban Nagyszombatban. 1629 nyarán külföldre indult, és szeptember 13-án a franekeri egyetemnek lépett a hallgatói közé. Innen 1632-ben hazajővén, ismét pápai rektor lett, 1635-ben pedig köveskúti lelkész. 1646-ban Körmendre ment papnak, és egyidejűleg esperessé tette a körmendi egyházmegye, melynek már előbb is vitte az alesperesi tisztét. 1649 végétől Pápán lelkészkedett, ahol 1650 elején a pápai egyházmegye is esperessé, 1655 júniusában a dunántúli egyházkerület püspökké választotta.

## Művei
- De veris visibilis Christi ecclesiae notis. (Franeker, 1632.)
- De ecclesia. (Uo. 1632.)